# Jean-Pierre Imbert Châtre de Cangé
Jean-Pierre Gilbert Imbert Châtre, sieur de Cangé, né vers 1680 et mort en 1746, est un bibliophile et collectionneur français, maire de Tours en 1723 

## Biographie
Né vers 1682, il est le « fils aîné de Pierre Imbert Châtre / de Chastres (1654-1739) qui occupait auprès du duc d'Orléans la charge d'apothicaire du corps et apothicaire du commun qu'il cumula pendant un certain temps avec celle de premier valet de chambre ordinaire, et d'Henriette Prieur († 1735), qui était au service de la duchesse d'Orléans en qualité de première femme de chambre ». 
Il devient premier valet de chambre du duc d'Orléans (le Régent) et commissaire des guerres. Il est seigneur de Cangé et devient maire de Tours en 1723 par achat d'un office. La réforme municipale de 1724 l'écarte de cette fonction.
Son frère, François Imbert de Chastres, devient premier apothicaire du roi et du duc d'Orléans.
Il épouse le 27 octobre 1711 à Versailles, Philippine Charlotte de Wendt, fille d'un écuyer de la princesse Palatine. De leur union naissent au moins deux enfants :
- Armand Pierre François Châtre de Billy, bibliophile et collectionneur d'art
- Charlotte Philippine de Châtre du Cangé (décédée en 1789[2]) qui épouse: 1° Claude Gros de Boze (1680-1753) ; 2° Jean Joseph de Bourguignon-Bussiere (1722 Marseille-1789), marquis de la Mure, successivement page de la grande écurie du roi, exempt des gardes de Stanislas Leczinzki, maître de camp de cavalerie, qui possède un remarquable cabinet de dessins dans son hôtel de la rue du faubourg Saint-Honoré[3]

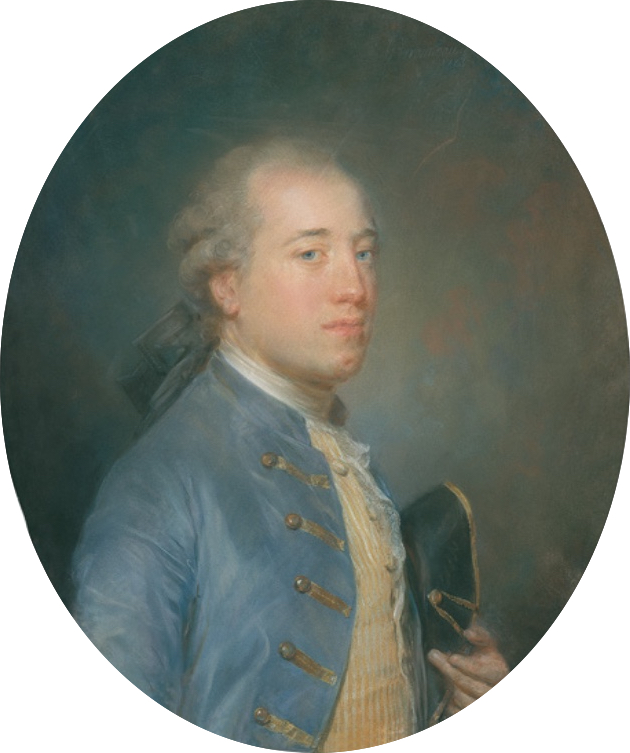
Portrait de son fils, Armand Chastre de Billy.
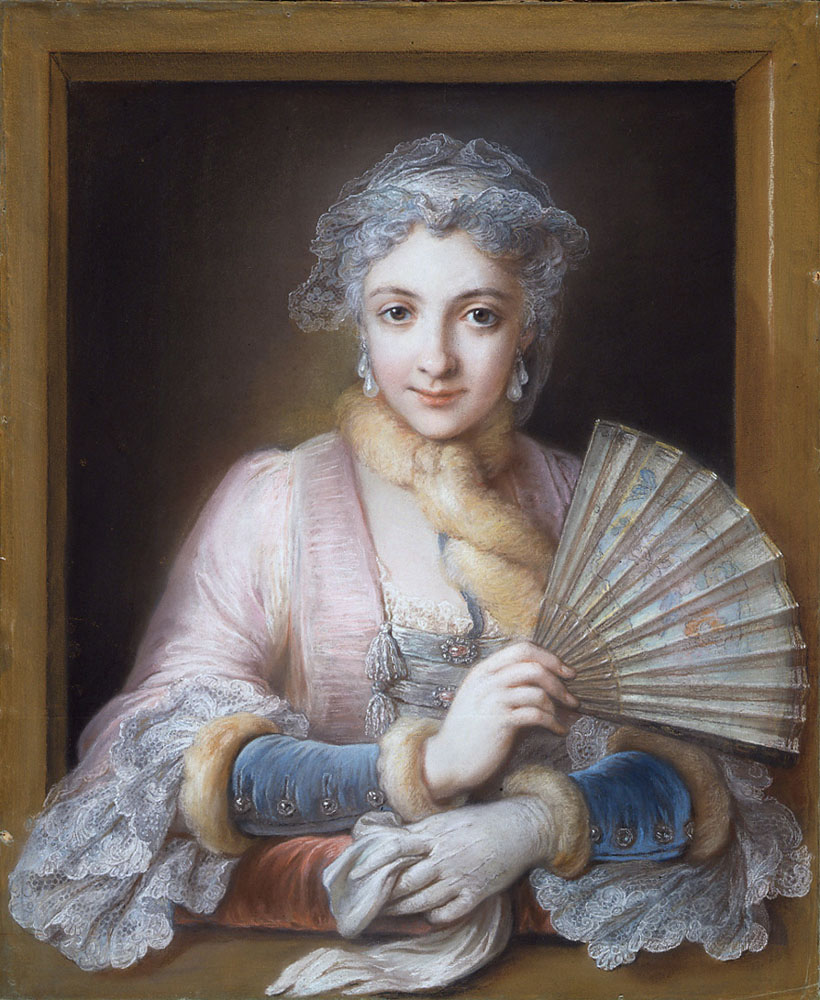
Portrait de sa fille, Charlotte Philippine de Châtre du Cangé (?-1789), épouse de l'académicien Claude Gros de Boze, puis marquise de La Mure.

Il est bibliophile et collectionneur d'art. Il meurt en novembre 1746 : par un acte du 22 novembre, sa veuve vend la terre et le château de Cangé.